# Episodi di Crush - La storia di Diego
La prima ed unica stagione di Crush - La storia di Diego, composta da 10 episodi, è stata trasmessa dal 18 marzo 2024 sul canale Rai Gulp.

## Episodi
Tutti gli episodi della serie sono stati resi disponibili online su RaiPlay dal 18 marzo 2024.
| nº | Titolo                          | Prima TV      |
| -- | ------------------------------- | ------------- |
| 1  | Una vita noiosa                 | 18 marzo 2024 |
| 2  | Vivi o morti                    |               |
| 3  | Una festa indimenticabile       |               |
| 4  | Il buffone della sorte          |               |
| 5  | La tecnica dell'OPOSSUM         |               |
| 6  | La musica ha le risposte giuste |               |
| 7  | Non hai capito proprio niente!  |               |
| 8  | Tornare indietro                |               |
| 9  | Operazione "M"                  |               |
| 10 | Un'altra possibilità            |               |